# 成生村
成生村（なりうむら）は、かつて山形県東村山郡にあった村。

## 沿革
- 1889年（明治22年）4月1日 - 町村制施行に伴い東村山郡成生村、高木村、小関村、今町村、大清水村が合併し、成生村が発足。
- 1954年（昭和29年）10月1日 - 東村山郡天童町・蔵増村・津山村・寺津村、北村山郡山口村・田麦野村と合併し、東村山郡天童町を新設して消滅。